# 艾麗斯·保羅
艾麗斯‧保羅（英語：Alice Paul，1885年1月11日—1977年7月9日），美國女性主義者、婦女參政運動領導者，為美國憲法第十九條修正案主要倡議者之一。她與露西·伯恩等人發起婦女參政權遊行，1913年成立全國婦女黨，發展非暴力的運動策略，如在白宮、國會前站崗，在獄中絕食抗爭等。艾麗斯‧保羅等人的努力不懈終於迎來成功的果實。1918年，威爾遜總統發表演說向入獄的婦女參政運動者致歉，美國聯邦政府也在1920年通過美國憲法第十九修正案，全國婦女獲得參政權。艾麗斯‧保羅後半生繼續投入平等權利法案，為爭取兩性平等權利而奮鬥。

## 家庭背景
1885年1月11日，艾麗斯‧保羅出生於美國紐澤西州莫爾斯城的一個貴格會家庭，祖上威廉·佩恩是賓州貴格會的創辦者。父親威廉‧保羅一世（William Mickle Paul I）是一名銀行家與商人，在柏靈頓信託投資公司擔任總裁職務。身為希克斯特貴格會的保羅一家，堅信兩性平等、婦女教育與改善社會的重要性，母親塔希‧帕里‧保羅（Tacie Parry Paul）是全美婦女選舉權協會的成員，時常帶著年幼的艾麗斯參與婦女參政權的會議，將艾麗斯推上女權奮鬥革命舞台。艾麗斯有兩個弟弟威廉‧保羅二世、帕里‧保羅，一個妹妹海倫‧保羅。

## 教育背景
艾麗斯‧保羅最初就讀貴格會主辦的穆爾斯敦高中，以優異成績畢業。1901年，她進入祖父與他人共同創辦的斯沃斯莫爾學院，在1905年取得生物科學學士學位。在參與一年的睦鄰運動後，她在1907年取得賓夕法尼亞大學社會文學碩士學位，接著到英國伯明翰大学攻讀經濟學，以社工維生。之後她搬到倫敦，進入倫敦政治經濟學院攻讀經濟學與社會學。艾麗斯在1910年回到美國，於1912年取得賓夕法尼亞大學社會學博士學位，論文題目《賓州婦女的法律地位》（The Legal Position of Women in Pennsylvania）。1922年，艾麗斯取得華盛頓大學法學院法學學位，1927年、1928年陸續在美利坚大学取得法學碩士及民法法學博士學位。

## 在英國參與婦女運動時期
1907年前往英國伯明翰大学唸書的艾麗斯‧保羅，聽了克里斯塔貝爾·潘克斯特演講後受到啟發，投身於爭取女權的活動與抗爭，並加入婦女社會政治聯盟（WSPU），在街頭販售WSPU的機關報《婦女參政運動者》。保羅確信唯有讓婦女獲得平等的法律地位才能改變社會。保羅的積極參與，贏得WSPU同志的信賴，也身陷人身安全危機。她曾公然質疑英國外交大臣愛德華·格雷的提案未顧及婦女權益，遭警方逮捕。警察粗暴地將保羅從大街拖到警察局的行徑讓媒體關注相關議題及獲得社會大眾同情。1909年8月，保羅在格拉斯哥的聖安德魯大會堂舉行政治會議前，在大會堂的屋頂露營對下方的群眾發表演說。她被警察強行拉下時，在場的群眾為她的努力歡呼。接著保羅、露西·伯恩等人因想參與會議遭警察毆打及逮捕，旁觀的支持者不僅站出來保護她們，也聚集在警察局前要警方放人。同年的市長日（Lord Mayor's Day），倫敦市政廳計劃為內閣首長舉行盛宴。保羅與愛蜜利亞·布朗（Amelia Brown）偽裝成清潔婦躲進市政廳，直到傍晚晚宴舉行時現身。在首相赫伯特·亨利·阿斯奎斯演說時，保羅與愛蜜利亞·布朗站出來高喊「婦女要投票」（Votes for women!）。接下來兩人都被逮捕，因拒絕繳交罰鍰被判處一個月的苦役監禁。
保羅數度因抗爭被捕入獄，在警察局結識同樣被捕的露西·伯恩，兩人成為爭取女權路上的摯友，並肩協助克里斯塔貝爾·潘克斯特發展蘇格蘭的婦女參政運動。入獄期間，保羅從艾米琳‧潘克斯特學得公民不服從的策略，向獄方爭取政治犯被捕後應有的待遇，例如拒絕穿囚服、獄方不得對絕食的政治犯強迫餵食。保羅的公民不服從策略不一定總能收效。第三次在獄中絕食時，獄方每天兩次強制餵食，確保她有足夠的體力坐完一個月的牢。入獄期間的折磨仍對保羅的健康造成相當的損害，經常生病而需要住院休養。WSPU頒發絕食獎章給保羅，肯定她的付出。

## 在美國爭取女權時期
1910年，艾麗斯‧保羅在倫敦做完牢後回到美國繼續發展婦女參政權志業。她的動向大受媒體關注，在英國的經驗也被廣為宣傳。保羅先是回到賓州大學攻讀博士學位，在完成有關美國婦女法律地位史的博士論文後，加入全美婦女選舉權協會（NAWSA）。艾麗斯‧保羅跟露西·伯恩向NAWSA的領導層級提出婦女投票權的聯邦修正案，因不同於當時NAWSA逐州遊說路線而被嘲笑，於是保羅要求在內部設置國會委員會。保羅看中威爾遜總統對國會的影響力，為了向他施壓，故意在他的就職典禮日（1913年3月13日）舉行婦女參政權遊行。保羅成功地動員了8千多人參加遊行，由知名的勞工律師依內茲‧米爾霍蘭身著白裝騎白馬帶隊出發。此次遊行也凸顯婦女參政權的種族問題。有些參與團體認為黑人婦女跟白人婦女應該分開走，不過NAWSA最後決議黑人婦女可以走她們想走的位置。由於旁觀人數多達5十萬，加上護衛警力不足，遊行很快就演變成暴動，大多數警察甚至縱容暴民對婦女的攻擊。後續探討警察對抗議婦女反應的輿論，加深大眾對NAWSA的同情。遊行結束後，NAWSA將遊說重點放在確保婦女投票權的憲法修正案上。不過，艾麗斯‧保羅的強硬手段與立場與其他NAWSA領導者分歧日漸擴大，關係終至於破裂。1916年，保羅離開NAWSA，創立全國婦女黨（National Woman's Party，簡稱NWP），引進英國婦女參政運動用過的手段，全面聚焦於爭取婦女參政權的憲法修正案。

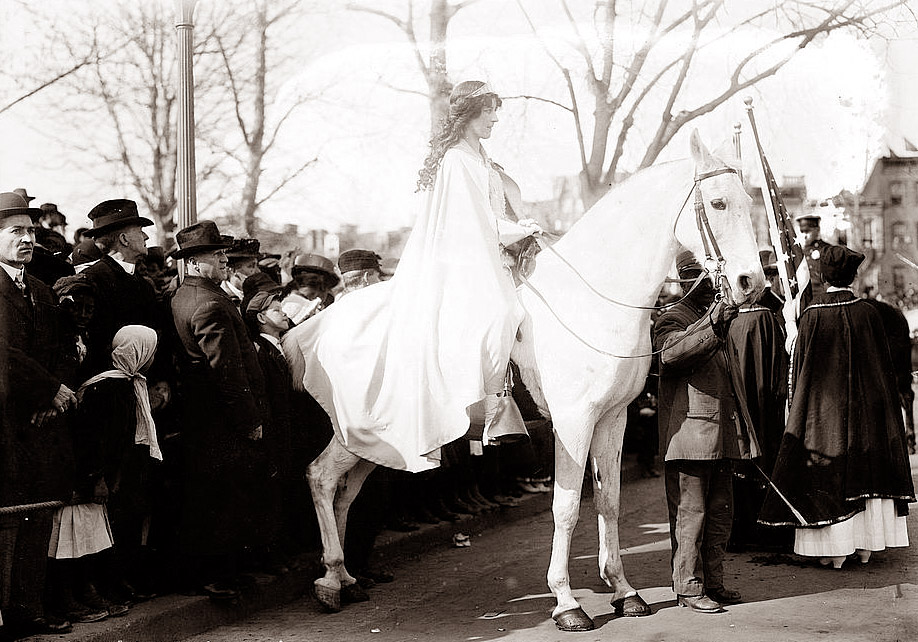
依內茲‧米爾霍蘭(Inez Milholland)身著白裝騎白馬帶隊婦女參政權遊行

- 1917年，美國宣布參加第一次世界大戰，其間，艾麗斯‧保羅與朋友們仍持續為爭取女權進行抗爭，這樣的舉動在國家於存亡遊蕩之際，引起諸多撻伐聲浪，同年的10月，國家以「阻礙交通」為罪名逮捕艾麗斯等數名朋友，監禁於美國維吉尼亞州Occoquan Workhouse與哥倫比亞監獄，獄中的她們，也飽受許多不人道的對待。以絕食進行抗議的艾麗斯‧保羅，在七個月後與朋友一同受到釋放。
- 直至1920年，美國聯邦政府才通過美國憲法第十九修正案關於女性投票權的法案。

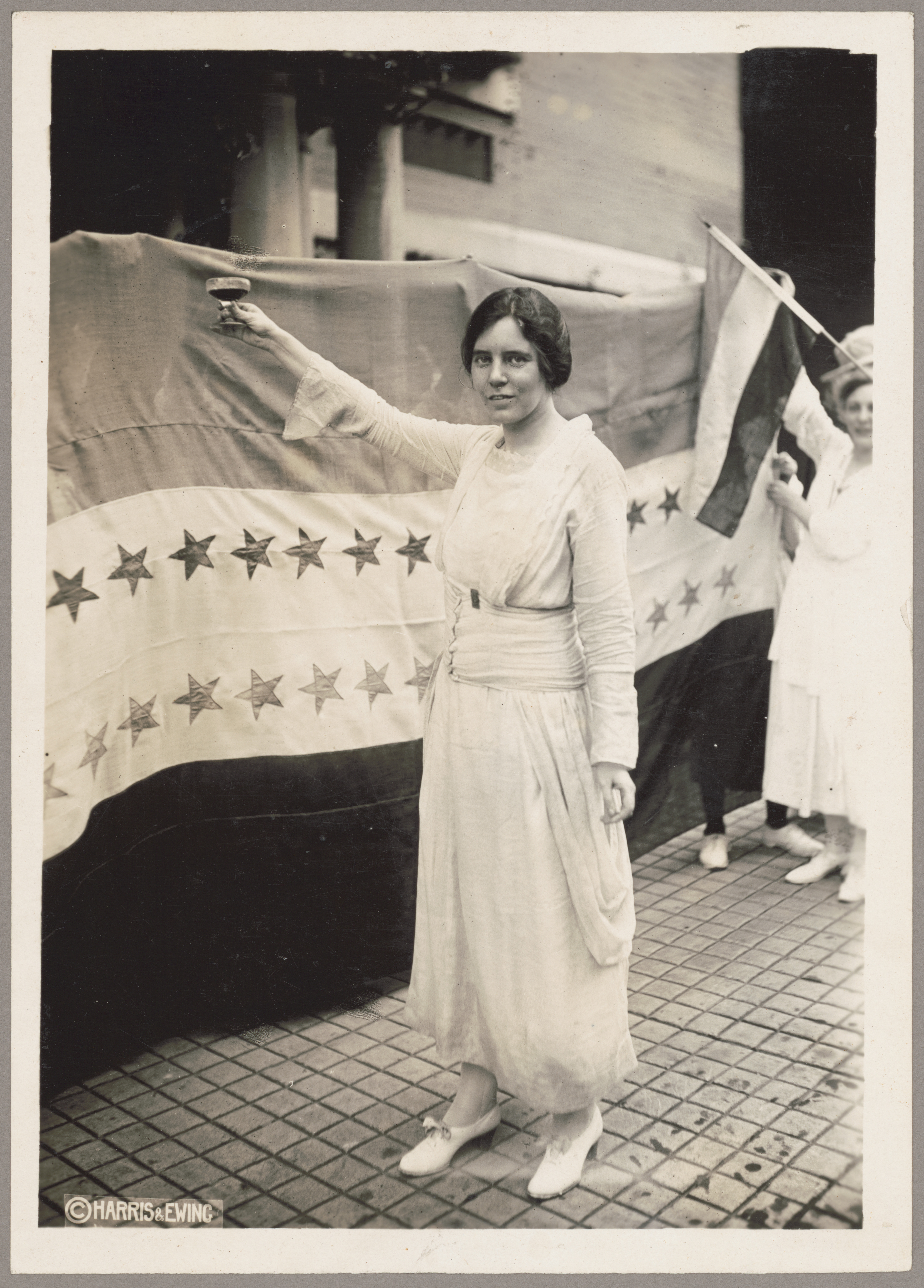
1920年8月26日，艾麗斯·保羅舉杯慶祝第十九條憲法修正案通過。

- 1938年，艾麗斯‧保羅成立World Party for Equal Rights for Women（World Women's Party）。
- 1964年，艾麗斯‧保羅成功引用聯合國憲章序言進行遊說，成功促成民權法案性別平等。

## 相關參考資料
- Baker, Jean H. Sisters: The Lives of American Suffragists. New York: Hill and Wang, 2005.
- _____. Votes for Women: The Struggle for Suffrage Revisited. New York: Oxford University Press, 2002.
- Butler, Amy E. Two Paths to Equality: Alice Paul and Ethel M. Smith in the ERA Debate, 1921–1929. Albany: State University of New York Press, 2002.
- Cahill, Bernadette. Alice Paul, the National Woman's Party and the Vote: The First Civil Rights Struggle of the 20th Century. Jefferson: McFarland & Company, Inc., Publishers, 2005.
- Cott, Nancy F. . The Journal of American History. 1984, 71 (1): 43–68. JSTOR 1899833. doi:10.2307/1899833.
- Cullen-Dupont, Kathryn. American Women Activists' Writings: An Anthology, 1637–2002. New York: Cooper Square Press, 2002.
- Evans, Sara M. Born for Liberty: A History of Women in America. New York: The Free Press, 1989.
- Graham, Sally Hunter.  (PDF). Political Science Quarterly. 1983, 98 (4): 665–679. JSTOR 2149723. doi:10.2307/2149723. （原始内容 (PDF)存档于2014-06-06）.
- Hartmann, Susan M. "Paul, Alice"; American National Biography Online Feb. 2000 Access June 5, 2014
- Hawranick, Sylvia; Doris, Joan M.; Daugherty, Robert. . Affilia. 2008, 23 (2): 190–196. doi:10.1177/0886109908314332.
- Hill, Jeff. Defining Moments: Women's Suffrage. Detroit: Omnigraphics, Inc., 2006.
- Irwin, Inez Haynes. The Story of Alice Paul and the National Woman's Party. Fairfax: Denlinger's Publishers, LTD, 1964.
- Leleux, Robert. "Suffragettes March on Washington." The American Prospect 24 (2013): 81.
- Lunardini, Christine. Alice Paul: Equality for Women. Boulder: Westview Press, 2013.
- _______. From Equal Suffrage to Equal Rights: Alice Paul and the National Woman's Party, 1910–1928. New York: New York University Press, 1986.
- McGerr, Michael. . The Journal of American History. 1990, 77 (3): 864–885. JSTOR 2078989. doi:10.2307/2078989.
- Olson, Tod. "One Person, One Vote." Scholastic Update 127 (1994): 15
- Stevens, Doris. Jailed for Freedom. New York: Liverwright Publishing Corporation, 1920.
- Stillion Southard, Belinda Ann. "The National Woman's Party's Militant Campaign for Woman Suffrage: Asserting Citizenship Rights through Political Mimesis." (2008). PhD thesis, U of Maryland online
- Walton, Mary. . Palgrave Macmillan. 2010. ISBN 978-0-230-61175-7.
- Ware, Susan. . Journal of Women's History. 2012, 24 (2): 13–36. doi:10.1353/jowh.2012.0022.
- Willis, Jean L. "Alice Paul: The Quintessential Feminist," in Feminist Theorists, ed. Dale Spender (1983).
- Zahniser, J. D.; Fry, Amelia R. . New York: Oxford University Press. 2014  [2020-08-18]. ISBN 978-019-9958429. （原始内容存档于2020-07-25）.
- Deborah Kops. . Boyds Mills Press. 2017-02-28: 96–  [2020-08-18]. ISBN 978-1-62979-795-3. （原始内容存档于2020-07-25）.